# Hispanic Radio Network
Hispanic Radio Network (HRN) es un canal de radio de Estados Unidos en español fundada en 1982.
Actualmente, forma parte del "Hispanic Communications Network" (HCN), que engloba los medios de comunicación en español, de radio, televisión, prensa e internet.
Las emisiones de radio cubren más del 90% del mercado hispano total a través de 200 estaciones de radio distribuidas por todos los EE. UU. Tiene una audiencia acumulativa de 5 millones de oyentes.
Entre sus programas diarios figura:
- Fuente de Salud (vida sana y cuidado médico)
- Camino del éxito (como emprender un nuevo negocio en EE. UU.)
- Saber es poder (para mejorar la educación)
- Para una vida mejor (fomentar una calidad de la vida mejor para Latinos, específicamente en el área de relaciones humanas)
- Planeta Azul (cuidado del medio ambiente)
- Actualidades (noticias)

Programación semanal:
- Bienvenidos a América (orientado a los emigrantes recién llegados a EE. UU.)
- Epicentro político (análisis de las noticias semanales)